# Chamaesaura tenuior
Chamaesaura tenuior là một loài thằn lằn trong họ Cordylidae. Loài này được Günther mô tả khoa học đầu tiên năm 1895.